# La banda dei falsificatori
La banda dei falsificatori (Crack-Up) è un film del 1946 diretto da Irving Reis.
È un film thriller a sfondo noir-giallo statunitense con Pat O'Brien, Claire Trevor, Herbert Marshall e Ray Collins. È basato sul racconto Madman's Holiday di Fredric Brown pubblicato su Detective Story nel 1943 che era già stata riadattato per un episodio della serie radiofonica antologica Lux Radio Theatre (che vedeva sempre O'Brien protagonista) trasmesso il 30 dicembre 1946.

## Trama
George Steele, curatore d'arte in un piccolo museo, ha un apparente esaurimento nervoso, convinto di trovarsi in un disastro ferroviario... cosa che non è mai accaduta, ma ha un piano di falsificare alcuni vecchi dipinti che il museo ha in prestito.

## Produzione
Il film, diretto da Irving Reis su una sceneggiatura di John Paxton, Ben Bengal e Ray Spencer e un soggetto di Fredric Brown (autore del racconto), fu prodotto da per la RKO Radio Pictures e girato dal dicembre 1945 al febbraio 1946. Alcune scene furono girate nel porto di Los Angeles.

## Distribuzione
Il film fu distribuito con il titolo Crack-Up negli Stati Uniti dal 6 settembre 1946 al cinema dalla RKO Radio Pictures.
Altre distribuzioni:
- in Svezia il 19 aprile 1948 (Gärningsmannen okänd)
- in Brasile (Museu de Horrores)
- in Italia (La banda dei falsificatori)
- negli Stati Uniti (Galveston)

## Promozione
La tagline è: Could I KILL... and not remember?.